# دور انحلال الدولة العثمانية
دور الانحلال وخاتمة الدولة (1908–1922) هي آخر مرحلة من مراحل الدولة العثمانية والتي انتهت بزوال الدولة العثمانية وتقسيم المناطق التي كانت تحت نفوذها. أعادت ثورة تركيا الفتاة عام 1908 دستور عام 1876، الذي أدخل سياسة التعددية الحزبية بنظام انتخابي من مرحلتين للبرلمان العثماني. داخل الإمبراطورية، كان يُنظر إلى الدستور الجديد في البداية بشكل إيجابي، باعتباره فرصة لتحديث مؤسسات الدولة وحل التوترات بين الجماعات العرقية المختلفة.
بدلاً من ذلك، أصبحت هذه الفترة هي قصة صراع الإمبراطورية. على الرغم من الإصلاحات العسكرية، واجه الجيش العثماني هزيمة كارثية في الحرب العثمانية الإيطالية (1911-1912) وحروب البلقان (1912-1913)، مما أدى إلى طرد العثمانيين من شمال إفريقيا وتقريبًا خارج أوروبا. أدت الاضطرابات المستمرة التي أدت إلى الحرب العالمية الأولى إلى واقعة 31 مارس، الانقلاب العسكري العثماني 1912 والانقلاب العسكري العثماني 1913. أصبحت حكومة لجمعية الاتحاد والترقي أكثر تطرفًا خلال هذه الفترة، ونفذت تطهيرًا عرقيًا وإبادة جماعية ضد مواطني الإمبراطورية من الأرمن والآشوريين واليونانيين، وهي الأحداث التي يشار إليها أحيانًا بشكل جماعي باسم الإبادة الجماعية العثمانية المتأخرة. انتهت المشاركة العثمانية في الحرب العالمية الأولى بالهزيمة وتقسيم الأراضي المتبقية للإمبراطورية بموجب شروط معاهدة سيفر. المعاهدة، التي تمت صياغتها في مؤتمر لندن، خصصت أرضًا اسمية للدولة العثمانية وسمحت لها بالاحتفاظ بتسمية «الخلافة العثمانية» (على غرار الفاتيكان، الدولة الكهنوتية الملكية التي يحكمها البابا الكاثوليكي)، وتركتها بشدة ضعفت.

## الملاحظات والمصادر
1. ↑  Reynolds 2011، صفحة 1